# Vicki Chase
Vicki Chase (Los Angeles, 5 febbraio 1985) è un'attrice pornografica statunitense.

## Biografia e carriera pornografica
Di origini messicane, Chase è nata e cresciuta a Boyle Heights, quartiere di Los Angeles, nello stato della California. Prima di entrare nell'industria del porno ha lavorato come cassiera alla Chase Bank, dove ha preso spunto per il suo nome d'arte. Lì ha incontrato un cliente della banca con cui, dopo esser uscita diverse volte, è andata su un set pornografico dove è rimasta affascinata dal mondo a luci rosse.
Chase è entrata nell'industria cinematografica per adulti il 2 novembre 2009 e nel 2010 ha firmato il suo primo contratto con LA Direct. Nel 2015 ha vinto l'AVN Award for Best Oral Sex Scene e quello come Best Star Showcase per V For Vicki, il suo film più famoso. Tra il 2014 e il 2020 ha vinto per 7 volte di fila l'XRCO Award for Orgasmic Oralist tanto che nel 2021 la categoria ha preso il suo nome (The Vicki Chase Award For Orgasmic Oralist) ed ha ottenuto lo stesso il premio. Ha tatuato un piccolo fiore rosso sopra l'inguine sinistro, "II-VI-VIII V" sul fianco sinistro che indica il suo compleanno (06/02/85) ed un gumby verde sulla caviglia destra.
In carriera al 2022 ha girato oltre 600 scene, ottenendo 4 AVN, 1 XBIZ e 11 XRCO Awards.

## Riconoscimenti
AVN Awards
- 2015 – Best Oral Sex Scene per Let Me Suck You 6[9]
- 2015 – Best Star Showcase per V For Vicki[10]
- 2019 – Best Group Sex Scene per After Dark con Tori Black, Jessa Rhodes, Mia Malkova, Abella Danger, Kira Noir, Angela White, Ana Foxxx, Bambino, Mick Blue, Ricky Johnson, Ryan Driller e Alex Jones[11]
- 2021 – Mainstream Venture of the Year[12]
- 2023 - Best Group Sex Scene per Blacked Raw V56 con Violet Myers, Vanna Bardot, Vic Marie, Nicole Doshi, Savannah Bond, Anton Harden, Richard Mann, Isiah Maxwell, Jonathan Jordan, Brickzilla, Garland, Jamie Knoxx, Jay Hefner, John Legendary, Tyrone Love, Stretch & Zaddy
- 2024 - Best Blowbang Sex Scene per Mouths of Babes Part 1[13]

XBIZ Awards
- 2013 – Best Sex Scene - All Girl per Mothers and Daugheters con Jesse Jane, Kayden Kross, Selena Rose e Riley Steele[14]
- 2023 - Best Sex Scene - Vignette per High Gear con Violet Myers, Savannah Bond, Vanna Bardot, Nicole Doshi, Richard Mann, Vic Marie, Brickzilla, Anton Harden, Jay, Jonathan Jordan, Jamie Knoxx, John Legendary, Tyrone Love, Isiah Maxwell, Strecth e Zaddy[15]
- 2024 - Best Sex Scene - Vignette per Mouths of Babes con Dan Damage, Alex Jones e Richard Mann[16]

XRCO Awards
- 2013 – Unsung Siren[17]
- 2014 – Unsung Siren[18]
- 2014 – Orgasmic Oralist[19]
- 2015 – Orgasmic Oralist[20]
- 2016 – Orgasmic Oralist[21]
- 2017 – Orgasmic Oralist[22]
- 2018 – Orgasmic Oralist[23]
- 2019 – Orgasmic Oralist[24]
- 2020 – Orgasmic Oralist[25]
- 2021 – The Vicki Chase Award For Orgasmic Oralist[26]
- 2023 - Awesome Analist condiviso con Angela White[27]
- 2024 - Awesome Analist[28]